# Waller-apparaat
Het Waller-apparaat was een toestel voor het controleren van het verbrandingsproces van stoomketels.
Deze rookgasverzamelaar, uitgevonden in 1892 door de Delftse industrieel Jacques van Marken samen met zijn compagnons dr. ir. François Gerard Waller en Hugo Tutein Nolthenius, werd nog tot 1940 toegepast. Het nam automatisch een monster van de rookgassen. Daarmee kon het toestel analyseren hoe hoog het gemiddelde CO2-gehalte was. Naast het Waller-apparaat zijn door het Bureau voor Economische stoomproductie verschillende  meettoestellen ontwikkeld.